# 山本哲彦
山本 哲彦（やまもと てつひこ、1941年（昭和16年）11月25日 - ）は、日本の工学者。琉球大学名誉教授。元徳島工業短期大学学長。
同志社大学工学部卒業。同志社大学大学院工学研究科修士課程修了。鳥取県出身。

## 経歴
鳥取県出身。1966年（昭和41年）に同志社大学工学部を卒業。1968年（昭和43年）に同大学大学院工学研究科修士課程を修了。1972年（昭和47年）より琉球大学理工学部の講師となり、1974年（昭和49年）に同大学工学部の助教授、1995年（平成7年）に同大学工学部の教授に就任。
2007年（平成19年）に琉球大学を退官し名誉教授となる。同年に徳島工業短期大学学長に就任し、2013年（平成25年）まで務めた。またシステム制御情報学会、計測自動制御学会、精密工学会などに所属した。